# فرودگاه آبی فورت گراهام
فرودگاه آبی فورت گراهام (به انگلیسی: Fort Graham Water Aerodrome) یک فرودگاه همگانی است که یک باند فرود آب دارد. این فرودگاه در کشور کانادا قرار دارد و در ارتفاع ۶۷۲ متری از سطح دریا واقع شده است.